# Berührungen (Album)

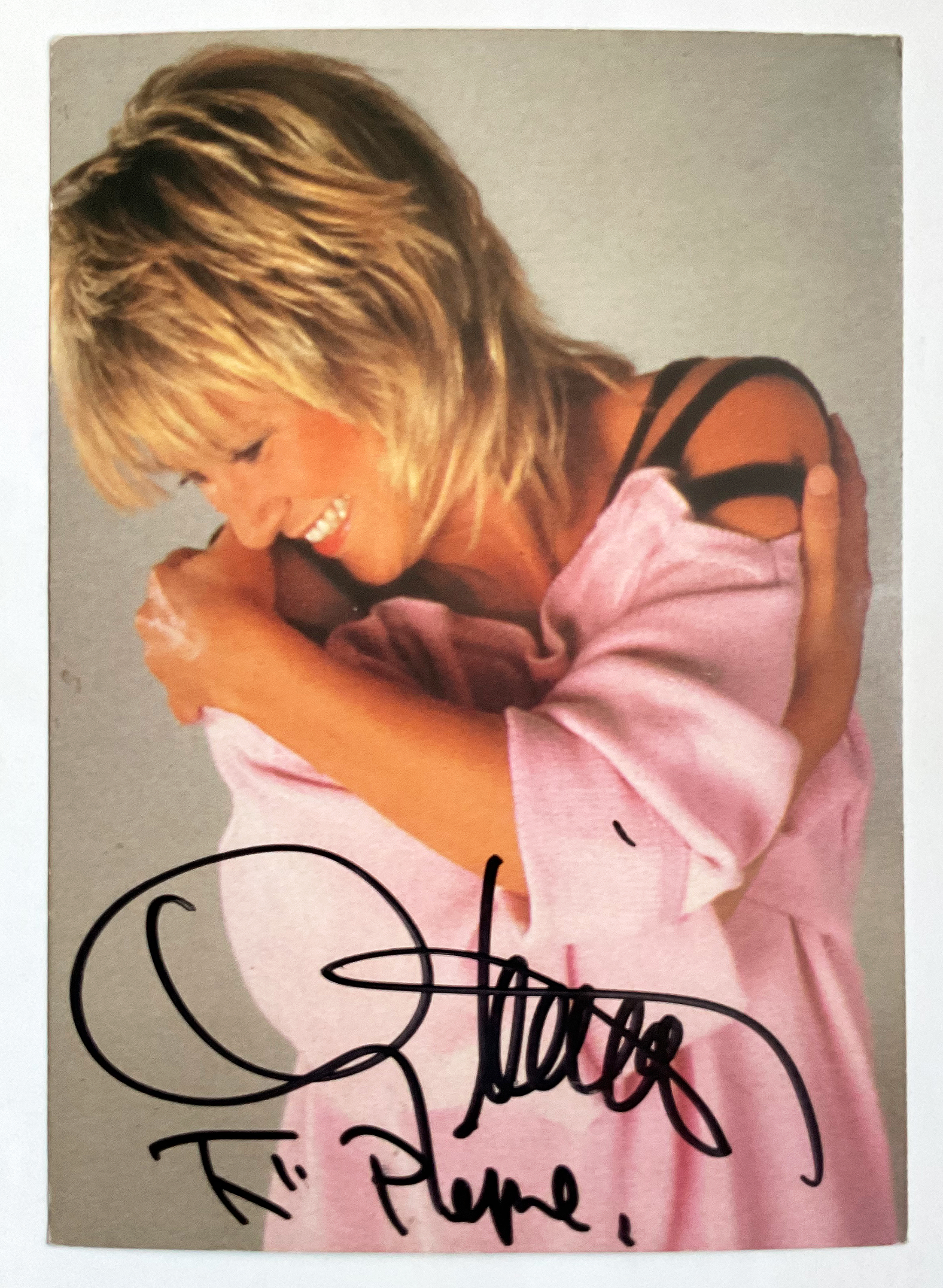
Autogrammkarte von Gitte Hænning, mit dem Covermotiv der LP „Berührungen“ (1983)

Berührungen ist ein deutschsprachiges Konzeptalbum der dänischen Sängerin Gitte Hænning mit Texten von Michael Kunze aus dem Jahr 1983. Zum Zeichen ihrer Emanzipation ließ sie auf das Cover auch erstmals ihren Nachnamen drucken. Es war ihr bis dahin erfolgreichstes Album mit Platz 9 in den deutschen Charts und einer Goldenen Schallplatte 1984.

## Hintergrund
Hænning nahm das Album im Juli und August 1983 in den Münchener ARCO-Studios auf. Es war nach Bleib noch bis zum Sonntag (1980) und Ungeschminkt (1982) ihr drittes Konzeptalbum für den deutschsprachigen Markt, mit dem sie durch anspruchsvolle Texte ein Selbstporträt und ein neues, aktuelles Frauenbild zeichnete. 1983 wurde sie zum dritten Mal mit der Goldenen Stimmgabel als Beste Pop-Solistin sowie zum ersten Mal mit der Goldenen Kamera ausgezeichnet. Die Single-Auskoppelung Lampenfieber erreichte Platz 27 der deutschen Charts. 1984 ging Hænning auf Berührungen-Konzertreise, aus der das Live-Album Mit Lampenfieber auf Tournee (1984) resultierte. Für diese erfolgreiche Zeit bekam sie dann 1984 einen Bambi als beste deutschsprachige Sängerin. Das gesamte Album wurde am 1. Mai 1984 in der ARD als TV-Musikshow in Form von Musikvideos unter der Regie von Pit Weyrich ausgestrahlt und danach als Bildplatte veröffentlicht.

## Titelliste
1. Ouvertüre 1:03
2. An diesem Dienstag 3:46
3. Lampenfieber 3:39
4. Farben meiner Träume 3:08
5. Ich brauch dich nicht 0:25
6. Himmel oder Hölle 3:41
7. Ein Morgen in deinem Pyjama 3:55
8. Gestern, heute und morgen 3:08
9. Abschied 0:20
10. Die Dunkelheit der Nacht 3:23
11. Liebe – nein, danke! 2:57
12. Nachtbilder 0:31
13. Brief 0:30
14. So liebst nur du 3:56
15. Berührungen 4:11

- Nr. 1: Musik: Jeff Barry
- Nr. 2, 3, 5, 6, 8, 9, 10, 11, 13: Musik: Jeff Barry, Text: Michael Kunze
- Nr. 4, 7, 12, 14, 15: Musik: Jeff Barry, Sylvester Levay, Text: Michael Kunze

## Besetzung
- Gesang: Gitte Hænning
- Schlagzeug: Curt Cress
- Bass: Dave King, Reginald Worthy, Günther Gebauer
- Gitarren: Mats Björklund, Billy Lang
- Keyboards, Synthesizer: Hermann Weindorf, Kristian Schultze, Sylvester Levay, Patrick Gammon, Laszlo Szues
- Perkussion: Freddie Santiago
- Streicher der Münchener Philharmonie, Konzertmeister: Hans Herchenhahn
- Chor: Edith Prock, Claudia Schwarz, Angelika Tiefenböck
- Kinderchor unter Leitung Kurt Rieths
- Arrangements: Sylvester Levay
- Tonmeister: Mal Luker
- Make Up: Marie Louise Lusewitz
- Mode Design: Daniela Bechtorf
- Fotos: Jürgen & Thomas
- Grafik-Design: Ariola Eurodisc Studios/Judith Ploberger